# Sansyoku Dai
Der Sansyoku Dai (japanisch 三色台 ‚Drei-Farben-Terrasse‘) ist ein Hügel mit abgeflachtem Gipfel an der Kronprinz-Olav-Küste im ostantarktischen Königin-Maud-Land. Er ragt im Osten des Kap Akarui auf.
Japanische Wissenschaftler nahmen 1975 sowie 1980 Vermessungen vor und benannten ihn 1981.